# Juan Pistarini
Juan Pistarini (Victorica, 23 de diciembre de 1882-Buenos Aires, 29 de mayo de 1956) fue un militar y político argentino, ministro de Obras Públicas durante tres gobiernos entre 1944 y 1952, y vicepresidente de Edelmiro Julián Farrell. Fue el principal promotor del aeropuerto internacional que se encuentra en Ezeiza, que lleva su nombre. Murió en prisión en 1956.

## Comienzos de su carrera militar
Su familia era de origen italiano y en 1895 ingresó en el Colegio Militar de la Nación donde se graduó entre los mejores alumnos de su clase. Estudió ingeniería en Europa y al regresar a Argentina prosiguió la carrera militar. Juan Pistarini fue el tío del también teniente general Pascual Pistarini.
Ascendió rápidamente de grado y cuando era mayor formó con otros destacados militares en 1921 la logia Centro General San Martín, que se opuso a la política de Hipólito Yrigoyen y logró –ya en la presidencia de Marcelo T. de Alvear- que Agustín P. Justo fuera nombrado ministro de Guerra. La logia se disolvió en 1928, cuando Yrigoyen fue elegido presidente por segunda vez, pero continuaron los estrechos lazos entre sus miembros, que fueron partícipes en los golpes de Estado de 1930 y 1943. Entre los integrantes de esa logia  se encontraban Luis J. García, su principal promotor, Pedro Pablo Ramírez, Manuel A. Rodríguez, Benjamín Menéndez, Arturo Rawson y Rodolfo Márquez. De esa época data la estrecha amistad de Pistarini con Carlos von der Becke, que fue condiscípulo de Rommel en la Academia Militar de Berlín y a quien reencontró en Europa años más tarde.

## Década de 1930
Tras el golpe de Estado que en 1930 derrocó al presidente Hipólito Yrigoyen, Juan Pistarini pasó a conducir la Dirección General de Ingenieros del Ministerio de Guerra. En las presidencias posteriores de Agustín Pedro Justo, Roberto M. Ortiz y Ramón S. Castillo se realizaron obras de gran envergadura destinadas a las fuerzas armadas, como la sede del Ministerio de Guerra, el Hospital Militar Central, el Barrio de Suboficiales Sargento Cabral (Campo de Mayo), la Escuela Militar de Aviación (Córdoba) y el Barrio de Viviendas en Portada Covunco (Neuquén), entre otras.
Durante este período Pistarini también dictó cursos en la Escuela Superior de Guerra y en la Escuela Superior Técnica; y entre 1937 y 1939 viajó a Alemania para realizar compras de armamentos. Durante su tiempo en Alemania, el embajador argentino Eduardo Labougle Carranza que no hiciera el saludo nazi a lo que Pistarini le restó importancia. 
El 10 de abril de 1938, Pistarini participó del acto en celebración del Anschluss organizado por simpatizantes nazis en el Luna Park en Buenos Aires, al que asistieron funcionarios alemanes, como el embajador Edumund von Thermann, y diversos militares y políticos argentinos. Incluso, Pistarini fue fotografiado haciendo el saludo nazi en diversos momentos del acto. En esos años Pistarini desarrolló una estrecha amistad con muchos alemanes en la Argentina, que eran indicados como espías del régimen nazi en el país, como el caso del empresario Ludwig Freude.  
Presentó el proyecto para la construcción del Aeropuerto Internacional de Ezeiza (hoy Ministro Pistarini), que fue aprobado por la Ley 12.285 el 30 de septiembre de 1935, pero ejecutado varios años después.

## Actividad política (1943-1952)
Adhirió al golpe de Estado que en 1943 derrocó al presidente Ramón Castillo y el general Arturo Rawson que asumió la presidencia le ofreció el Ministerio de Obras Públicas, repartición conocida por sus siglas M.O.P. pero no llegó a asumirlo pues Rawson fue depuesto el 6 de junio y reemplazado por el general Pedro Pablo Ramírez. El 24 de febrero de 1944 Ramírez nombró a Pistarini como Ministro de Obras Públicas. Si bien era un firme partidario de Perón, firmó el 29 de julio de 1945 junto a 11 almirantes y otros 28 generales un documento que solicitaba al presidente Edelmiro J. Farrell -que había reemplazado a Ramírez- la reorganización del gabinete y la renuncia voluntaria de cualquier funcionario que proyectase ser candidato en las próximas elecciones, pero el presidente no realizó ningún cambio significativo y Perón -que era el claro destinatario del documento- no renunció.. Cuando el 9 de octubre de 1945 un grupo de oficiales de Campo de Mayo encabezado por el general Ávalos pidió la renuncia de Perón a sus cargos, Pistarini fue comisionado para hacerle saber lo resuelto. El 10 de octubre de 1945 Pistarini fue designado Vicepresidente de la Nación por el dictador Edelmiro J. Farrell con retención de su cargo de ministro así como la de director del Consejo Nacional de Posguerra y mantuvo sus cargos tras el masivo apoyo obrero que determinó la liberación de Perón el 17 del mismo mes. Al asumir la presidencia Juan Domingo Perón el 4 de junio de 1946 Pistarini se retiró del servicio activo como militar y fue nombrado nuevamente Ministro de Obras Públicas, manteniéndolo en el cargo hasta el fin de su primer mandato seis años después. Si bien Perón había prometido mantenerlo para su segundo gobierno, a último momento decidió reemplazarlo por el ing. Roberto M. Dupeyrón, funcionario de la MCBA.

## La obra de Juan Pistarini
Desde el Ministerio, Pistarini ordenó grandes obras para paliar los efectos del terremoto de San Juan de 1944; sus planes incluyeron también miles de kilómetros de rutas, además de las obras requeridas para adaptar la circulación —que el 6 de junio de 1945 pasó a efectuarse por la derecha—, miles de escuelas, cuarteles militares, barrios residenciales para la oficialidad basados en el modelo de la arquitectura colonial de California, y una gran cadena de hoteles de turismo ideada por el gobierno peronista.
Para ejecutar las obras del Aeropuerto de Ezeiza, Pistarini firmó contratos de obra con la empresa alemana GEOPÉ, dirigida por Ludwig Freude, íntimamente asociada con la red de espionaje nazi activa en Sudamérica por ese entonces. y amenazó con renunciar cuando los aliados exigieron la deportación de Freude, cuya relación con el gobierno alemán se sospechaba.
Pistarini buscó extender las áreas de acción del MOP e intentó imponer un estilo de gestión pragmático y enérgico que tendía a valorar la rapidez y la eficiencia por sobre la burocracia, anulando o desconociendo las atribuciones de coordinación y control que ejercían diversos profesionales, lo que le produjo varios enfrentamientos con los ingenieros del ministerio.
Durante su gestión se priorizaron las obras destinadas a la construcción del Aeropuerto Internacional de Ezeiza y las que favorecían a la naciente Flota Fluvial del Estado (creada en 1946), demostrando que su interés se centraba en los sectores donde el gobierno ocupaba un rol protagónico en la producción, en contraposición al tipo de obras realizadas principalmente en la década del ´30, donde el Estado sólo se limitaba a construir la infraestructura necesaria para beneficiar el desarrollo de la explotación privada. Pistarini también puso énfasis en los programas sociales del Gobierno, como viviendas, balnearios y colonias de vacaciones, obras que hasta ese entonces no formaban parte de la tradición del MOP. Su nacionalismo y su admiración por Alemania no le impedían afirmar que Estados Unidos se había convertido en el centro de la técnica moderna tras la Segunda Guerra Mundial y una de sus mayores preocupaciones era que los profesionales del ministerio viajaran al país del norte para interiorizarse en las nuevas técnicas.
Como ministro interino de Marina diseñó el proyecto de ampliación que haría de la flota fluvial argentina la mayor de Latinoamérica y la cuarta del mundo. Proyectó la construcción de un túnel subfluvial bajo el Riachuelo, entre Avellaneda y la Capital Federal, aprobado en 1948 como reemplazo del viejo Puente Pueyrredón. La opción más rápida y económica era la construcción de un nuevo puente, sin embargo, Pistarini no quería obstaculizar la navegación del Riachuelo. Las restricciones económicas impuestas en 1949 dejaron el proyecto del túnel en el olvido, hasta la década del ´60 cuando finalmente se levantó el Nuevo Puente Pueyrredón. La apuesta por desarrollar el transporte fluvial, aunque había sido largamente discutida y aún era apoyada por algunos profesionales, resultó carecer de futuro ante una red ferroviaria ya consolidada y ante el floreciente transporte automotor.
Por su parte, la realización de programas sociales provocó una desatención de las funciones que habían sido tradicionalmente centrales para el MOP como las obras hídricas o de la red vial. A su vez, el avance de la Fundación Eva Perón generó que gran parte de la estructura técnica del ministerio de Pistarini terminara siendo puesta a su disposición, llevándose la Fundación el crédito político de muchas de las obras que habían sido realizadas por el MOP. Desde el Ministerio de Obras Públicas, entre 1944 y 1952 construyó miles de kilómetros de rutas, realizó obras para el cambio de mano (a partir del 10 de junio de 1945, se comenzó a circular por la derecha); Hoteles de turismo en todas las Capitales de Provincia y Territorios Nacionales. Paso de los Libres, Bariloche, entre otras ciudades del interior, y complejos de Turismo Social en Chapadmalal y Embalse de Río Tercero, espacios de esparcimiento y balnearios populares como el de Costanera Norte. Siguió la prolífica tarea de Exequiel Bustillo de equipar a los Parques Nacionales. La Unidad Turística Embalse, en Córdoba que levantó entre 1946 y 1955, estaba compuesta por siete hoteles y 51 bungalows con una capacidad para albergar a 3000 personas
La complejización del aparato estatal y la multiplicación de las obras de infraestructura llevó a un progresivo recorte de las funciones del ministerio de Pistarini, las cuales fueron transferidas a otros organismos.
El Aeropuerto de Ezeiza y la intervención del territorio circundante quedó como el gran legado de Pistarini, un proyecto que condensaba programas diversos como la propia construcción del aeropuerto, la autopista de acceso a la ciudad, gran cantidad de viviendas y servicios sociales y la forestación del entorno. El protagonismo indiscutido de Pistarini quedó plasmado en el nombre del propio aeropuerto que al inaugurarse en 1949 se lo llamó "Ministro Pistarini", un hecho poco frecuente para un ministro en funciones.

## La caída y persecución de Juan Pistarini
La vida de Juan Pistarini dio un giro drástico tras el golpe de Estado de 1955, que derrocó al gobierno de Perón y desató una persecución contra los líderes y funcionarios del gobierno. Como parte de esta persecución, Pistarini fue detenido y trasladado a la cárcel de Ushuaia junto con otros dirigentes peronistas, donde fue objeto de condiciones duras e inhumanas. Durante esta etapa, su familia también fue afectada, y sus bienes fueron embargados. Además, se le negó la pensión de militar retirado, y quedó privado de asistencia médica.
El acoso al que fue sometido y la falta de cuidados básicos deterioraron su salud de manera irreversible. Juan Pistarini murió el 29 de mayo de 1956 en el Hospital Militar, a los 74 años, tras haber sido sometido a un trato denigrante que contrastaba con sus años de servicio al país.

Los restos de Juan Pistarini descansan en la Parroquia Nuestra Señora de Loreto de la Ciudad de Embalse (Córdoba).